# Установка (техніка)
Установка (англ. plant, installation, нім. Anlage f) – функціонально об’єднана сукупність технічних
засобів, устаткування (обладнання). Пристрій, механізм за
допомогою якого виконують певні операції або одержують
щось. 
Наприклад, У. збагачення корисних копалин, У. усереднення,
У. пелетування, компресорна У. шахтна, У. водовідливу, вентиляторна У. тощо. 